# Viisuküla
Viisuküla es una localidad situada en el municipio de Viljandi, en el condado de Viljandi, Estonia. Según el censo de 2021, tiene una población de 45 habitantes.
Está ubicada en el centro-este del condado, cerca de la orilla occidental del lago Võrtsjärv.